# Bo La Fleur
Bo La Fleur (* 5. Juli 1943) ist ein ehemaliger schwedischer Fußballspieler.

## Karriere
La Fleur begann in Ronneby beim dort ansässigen Bollklub mit dem Fußballspielen, ehe er über die Erste Mannschaft zum IFK Norrköping wechselte. Dort spielte er von 1965 bis 1970 in der Fotbollsallsvenskan, der höchsten Spielklasse im schwedischen Fußball. Während seiner fünf Spielzeiten andauernden Vereinszugehörigkeit schloss er mit seiner Mannschaft 1966 als Zweitplatzierter die Spielzeit am besten ab. Sein größter sportlicher Erfolg war der Gewinn des Svenska Cupen; im Råsundastadion wurde der AIK Solna vor 7.832 Zuschauern mit 1:0 bezwungen. Mit diesem Titel nahm er mit seiner Mannschaft am Wettbewerb um den Europapokal der Pokalsieger teil. in diesem bestritt er jeweils die beiden Erst- und Zweitrundenspiele gegen den maltesischen Vertreter Sliema Wanderers und den deutschen Vertreter FC Schalke 04. Ein Jahr zuvor im nationalen Pokalfinale dem Malmö FF mit 0:2 in Norrköping unterlegen – und weil dieser als Schwedischer Meister im Wettbewerb um den Europapokal der Landesmeister teilnahm – bestritt er zuvor am 2. Oktober 1968 mit dem Erstrundenrückspiel beim 4:1-Sieg im heimischen Idrottspark gegen den nordirischen Vertreter Crusaders FC und in den beiden Zweitrundenspielen gegen Lyn Oslo bereits seine ersten drei internationalen Pokalspiele. Des Weiteren bestritt er im Wettbewerb um den International Football Cup, auch als Rappan-Pokal bekannt, vier von sechs Spielen der Gruppe A3 und alle sechs weiteren Spiele einschließlich dem Finale. Wurde das Hinspiel am 10. Mai 1966 noch mit 1:0 über den 1. FC Lokomotive Leipzig gewonnen, so wurde das Rückspiel am 30. Mai 1966 in Leipzig mit 0:4 verloren. Im Jahr darauf noch als Sieger der Gruppe B6 hervorgegangen, schied er mit seinem Verein im Viertelfinale gegen Eintracht Frankfurt aus dem letztmals ausgetragenen Wettbewerb aus. Im Intertoto-Cup, dem Nachfolgewettbewerb kam er 1967 und 1970 noch einmal zum Einsatz.

## Erfolge
- IFC-Finalist 1966
- Schwedischer Pokal-Sieger 1969